# Stars Dance Tour
Die Tour Stars Dance ist die erste Konzert-Tournee von US-Sängerin Selena Gomez. Dabei promotet sie ihr erstes Studio-Album Stars Dance. Die Tournee startete am 14. August 2013 in Vancouver, Kanada, und endete am 27. November 2013 in Inglewood (USA). Als Opening Act in Amerika treten Emblem3 und Christina Grimmie auf.

## Verlauf
Die Tournee „Stars Dance“ startete im August 2013 in Vancouver und wurde gefolgt von Konzerten in Lethbridge und Edmonton. Der Europa-Leg der Tournee startete am 30. August 2013 in Kopenhagen, Dänemark, und endete mit einem Konzert in Moskau, Russland, am 25. September 2013. Der letzte Leg der Tournee startete am 10. Oktober 2013 in Fairfax, Virginia, und endete am 27. November 2013 in Inglewood.

## Opening Acts
- Emblem3 (Nordamerika)[1]
- Christina Grimmie (†) (Nordamerika)[1]

## Songliste
Offiziell bestätigte Songliste für die Tournee:
1. Bang Bang Bang
2. Round & Round
3. Like A Champion
4. B.E.A.T. / Work (Iggy Azalea Cover)
5. Stars Dance
6. Write Your Name
7. Birthday / Birthday Cake (Rihanna Cover)
8. Love You Like A Love Song
9. Love Will Remember
10. Dream (Priscilla Ahn Cover)
11. Royals (Lorde Cover)
12. Who Says
13. Whiplash
14. Naturally
15. Save The Day
16. Undercover
17. A Year Without Rain

Zugaben
1. Come & Get It
2. Slow Down

## Tourdaten

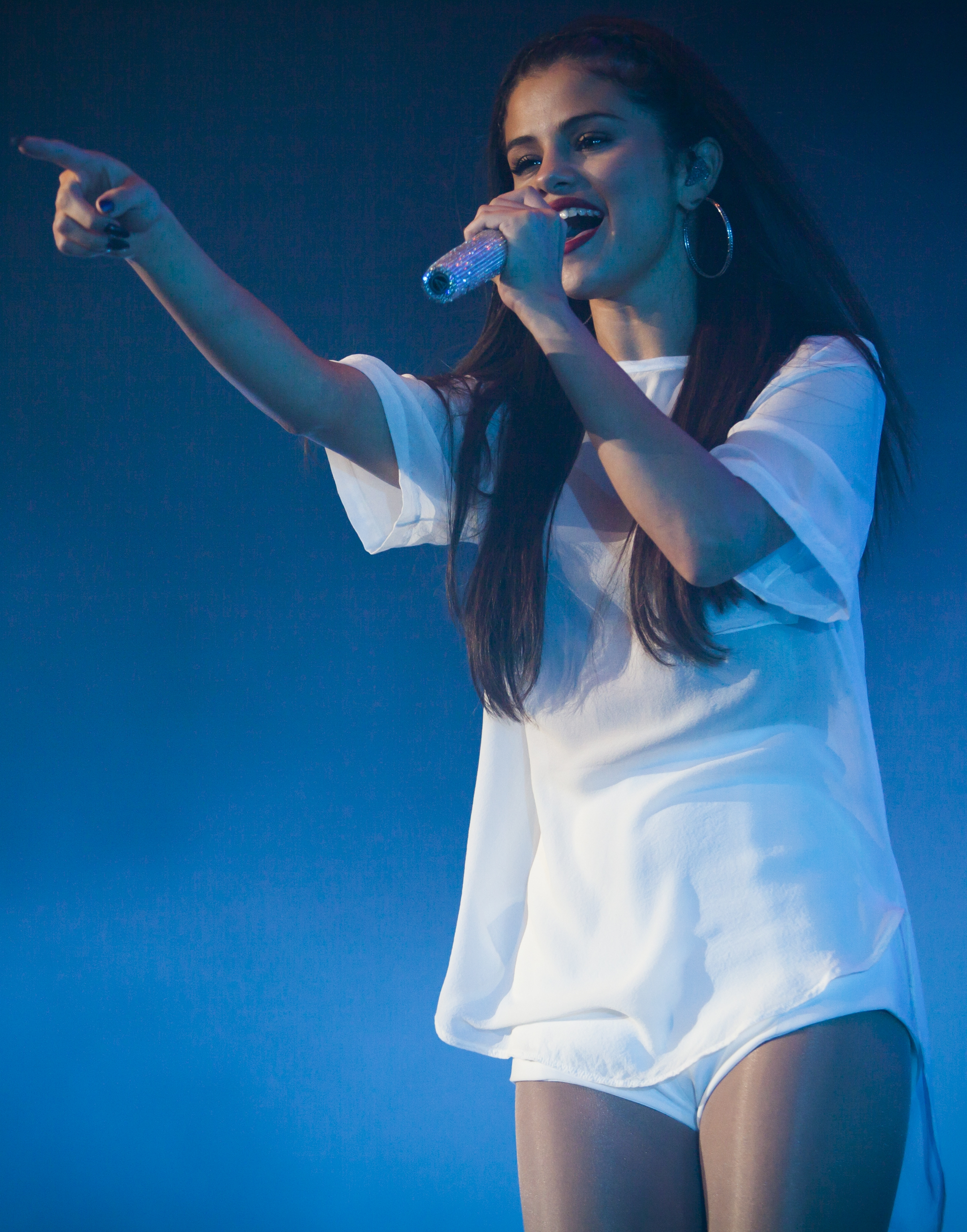
Gomez bei ihrem Konzert in Norwegen

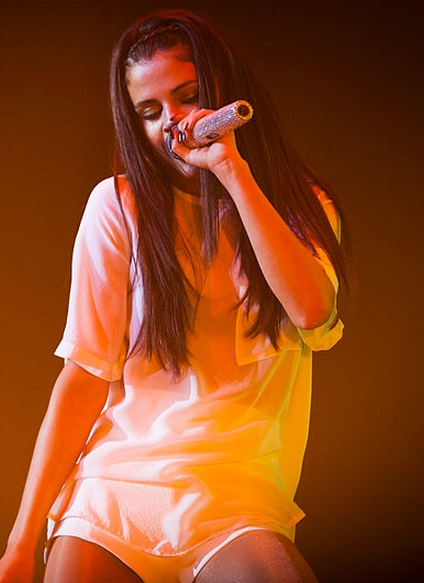
Gomez bei ihrem Konzert im September 2013

| Datum              | Stadt             | Land                   | Veranstaltungsort          |
| Nordamerika        | Nordamerika       | Nordamerika            | Nordamerika                |
| ------------------ | ----------------- | ---------------------- | -------------------------- |
| 14. August 2013    | Calgary           | Kanada                 | Scotiabank Saddledome      |
| 16. August 2013    | Lethbridge        | Kanada                 | Enmax Centre               |
| 17. August 2013    | Edmonton          | Kanada                 | Rexall Place               |
| 18. August 2013    | Saskatoon         | Kanada                 | Credit Union Centre        |
| 19. August 2013    | Winnipeg          | Kanada                 | MTS Centre                 |
| 22. August 2013    | Ottawa            | Kanada                 | Scotiabank Place           |
| 23. August 2013    | Montreal          | Kanada                 | Bell Centre                |
| 24. August 2013    | Toronto           | Kanada                 | Air Canada Centre          |
| Europa             |                   |                        |                            |
| 30. August 2013    | Kopenhagen        | Dänemark               | Falkon Theater             |
| 31. August 2013    | Stockholm         | Schweden               | Arena                      |
| 1. September 2013  | Oslo              | Norwegen               | Oslo Spektrum              |
| 3. September 2013  | Amsterdam         | Niederlande            | Heineken Music Hall        |
| 4. September 2013  | Antwerpen         | Belgien                | Lotto Arena                |
| 5. September 2013  | Paris             | Frankreich             | Zénith                     |
| 7. September 2013  | London            | Vereinigtes Königreich | Hammersmith Apollo         |
| 8. September 2013  | London            | Vereinigtes Königreich | Hammersmith Apollo         |
| 11. September 2013 | Lissabon          | Portugal               | Campo Pequeno              |
| 12. September 2013 | Madrid            | Spanien                | Palacio de Vistalegre      |
| 14. September 2013 | Frankfurt am Main | Deutschland            | Jahrhunderthalle           |
| 16. September 2013 | Mailand           | Italien                | Alcatraz                   |
| 17. September 2013 | Wien              | Österreich             | Wiener Stadthalle          |
| 19. September 2013 | Minsk             | Belarus                | Minsk-Arena                |
| 21. September 2013 | Kiew              | Ukraine                | Palace of Sports           |
| 23. September 2013 | Sankt Petersburg  | Russland               | Eissportarena              |
| 25. September 2013 | Moskau            | Russland               | Olimpijski                 |
| Nordamerika        |                   |                        |                            |
| 10. Oktober 2013   | Fairfax           | Vereinigte Staaten     | Patriot Center             |
| 11. Oktober 2013   | Pittsburgh        | Vereinigte Staaten     | Petersen Events Center     |
| 12. Oktober 2013   | Boston            | Vereinigte Staaten     | TD Garden                  |
| 15. Oktober 2013   | Buffalo           | Vereinigte Staaten     | First Niagara Center       |
| 16. Oktober 2013   | Brooklyn          | Vereinigte Staaten     | Barclays Center            |
| 18. Oktober 2013   | Philadelphia      | Vereinigte Staaten     | Wells Fargo Center         |
| 19. Oktober 2013   | Uncasville        | Vereinigte Staaten     | Mohegan Sun Arena          |
| 20. Oktober 2013   | Newark            | Vereinigte Staaten     | Prudential Center          |
| 22. Oktober 2013   | Hershey           | Vereinigte Staaten     | Giant Center               |
| 23. Oktober 2013   | Louisville        | Vereinigte Staaten     | KFC YUM! Center            |
| 25. Oktober 2013   | Nashville         | Vereinigte Staaten     | Bridgestone Arena          |
| 26. Oktober 2013   | Atlanta           | Vereinigte Staaten     | Philips Arena              |
| 27. Oktober 2013   | Charlotte         | Vereinigte Staaten     | Time Warner Cable Arena    |
| 29. Oktober 2013   | Sunrise           | Vereinigte Staaten     | BB&T Center                |
| 30. Oktober 2013   | Tampa             | Vereinigte Staaten     | Tampa Bay Times Forum      |
| 1. November 2013   | San Antonio       | Vereinigte Staaten     | AT&T Center                |
| 2. November 2013   | Houston           | Vereinigte Staaten     | Toyota Center              |
| 3. November 2013   | Dallas            | Vereinigte Staaten     | American Airlines Center   |
| 5. November 2013   | Phoenix           | Vereinigte Staaten     | US Airways Center          |
| 6. November 2013   | Los Angeles       | Vereinigte Staaten     | Staples Center             |
| 8. November 2013   | San Diego         | Vereinigte Staaten     | Valley View Casino Center  |
| 9. November 2013   | Las Vegas         | Vereinigte Staaten     | Mandalay Bay Events Center |
| 10. November 2013  | San José          | Vereinigte Staaten     | SAP Center at San José     |
| 12. November 2013  | Seattle           | Vereinigte Staaten     | KeyArena                   |
| 14. November 2013  | Salt Lake City    | Vereinigte Staaten     | Energy Solutions Arena     |
| 16. November 2013  | Broomfield        | Vereinigte Staaten     | 1st Bank Center            |
| 17. November 2013  | Kansas City       | Vereinigte Staaten     | Sprint Center              |
| 19. November 2013  | Indianapolis      | Vereinigte Staaten     | Bankers Life Fieldhouse    |
| 21. November 2013  | Minneapolis       | Vereinigte Staaten     | Target Center              |
| 22. November 2013  | Rosemont          | Vereinigte Staaten     | Allstate Arena             |
| 23. November 2013  | Columbus          | Vereinigte Staaten     | Nationwide Arena           |
| 26. November 2013  | Auburn Hills      | Vereinigte Staaten     | Palace of Auburn Hills     |
| 27. November 2013  | Inglewood         | Vereinigte Staaten     | Kia Forum                  |